# Serrateix

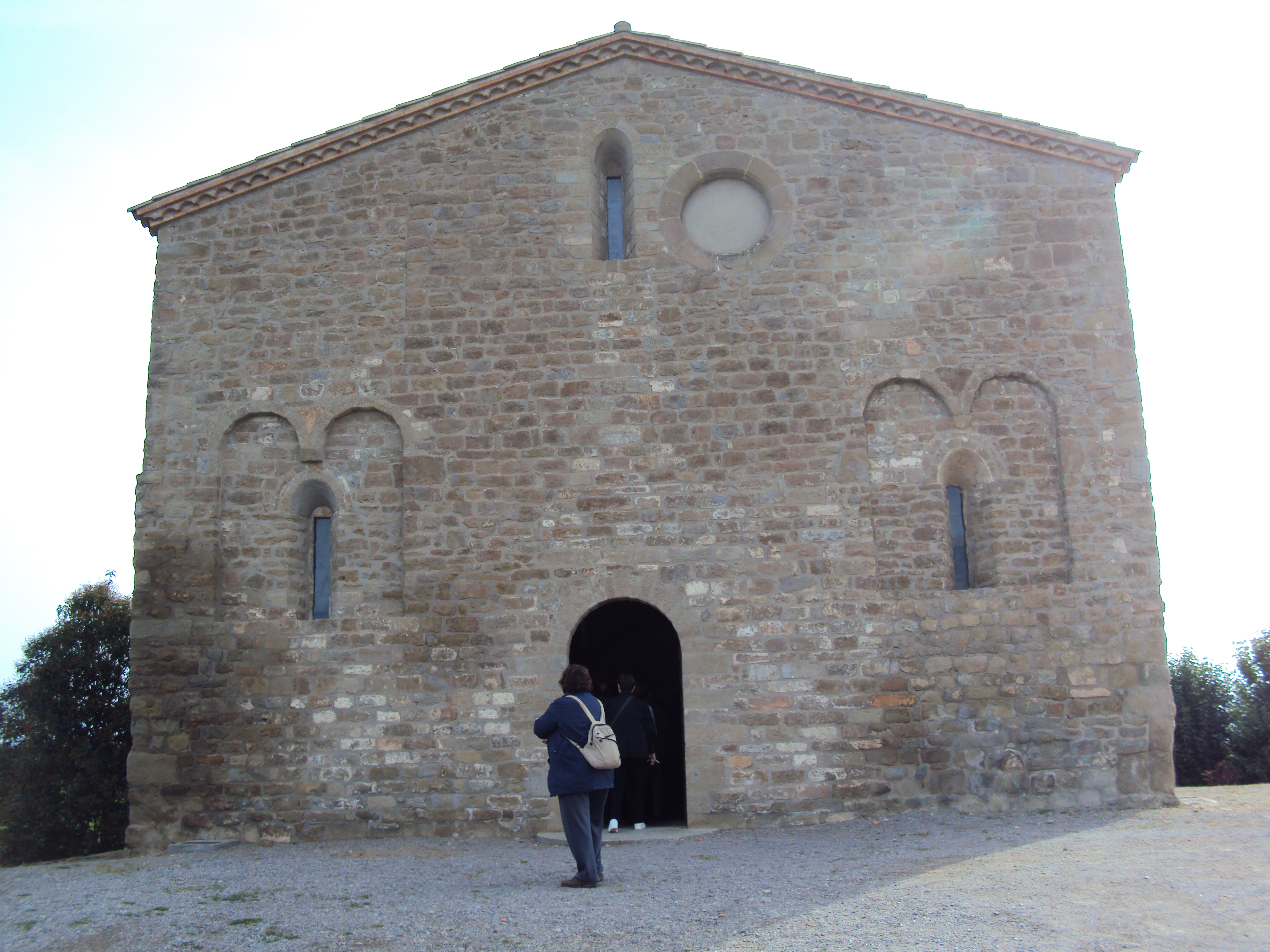
Sant Pere de Serrateix. Façana.

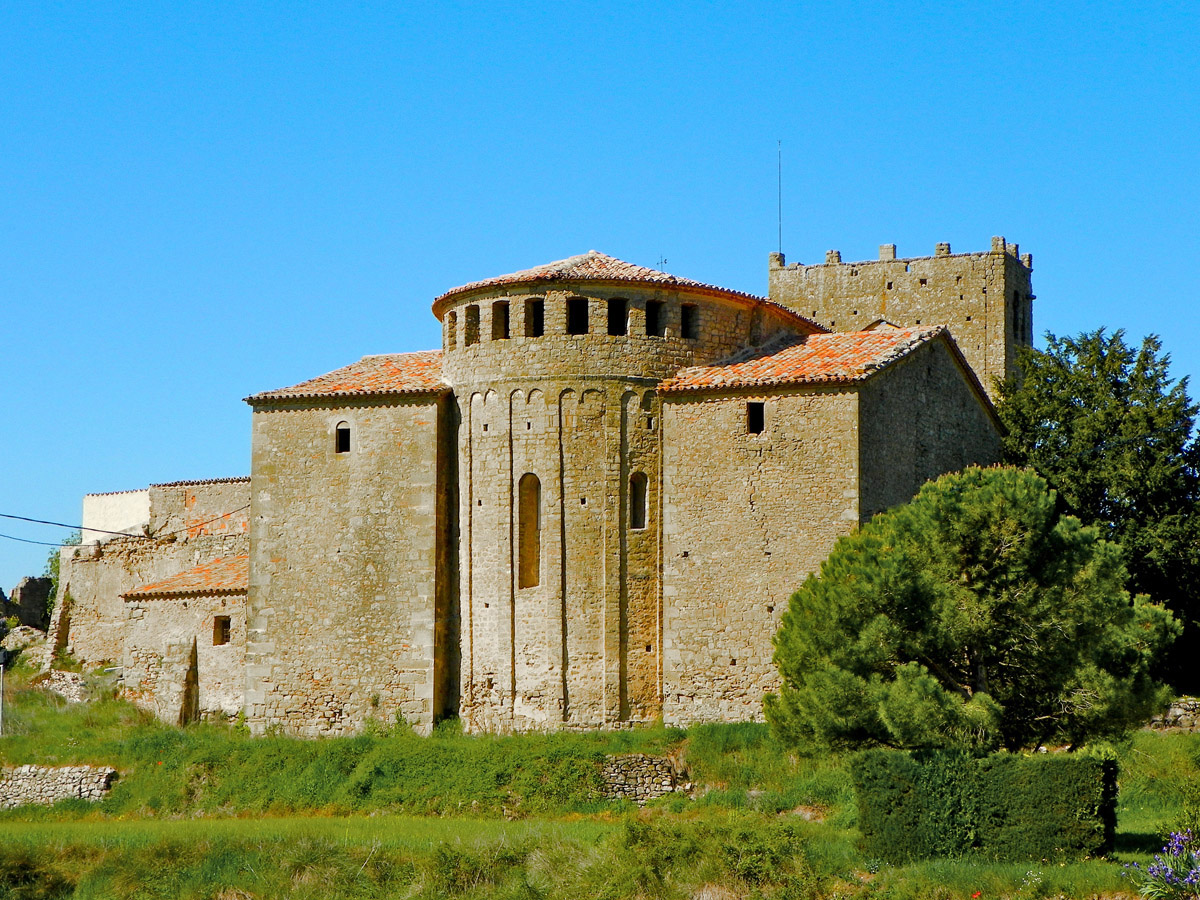
Monestir de Santa Maria de Serrateix

Serrateix és un poble del municipi de Viver i Serrateix (Berguedà), del qual és el nucli principal i seu de l'edifici de l'Ajuntament. Té 90 habitants (2015), i és format per un petit nucli que té com a element més destacat el Monestir de Santa Maria de Serrateix, i un conjunt de masies disseminades.
El nom de Serrateix apareix en la documentació antiga com a Serra de Taxo (segle X) i significa "serra del teix" (planta de la família de les taxàcies).
El poble està situat entre les conques del Llobregat i el Cardener, en un petit altiplà que constitueix un mirador privilegiat des d'on es pot veure des del Prepirineu del Berguedà i Solsonès fins a les comarques gironines (Collsacabra) i les lleidatanes (Montsec), la serralada de Montserrat i el Montseny.
Serrateix fou un territori poblat, almenys, des d'època iberoromana, com ho demostren les restes de ceràmica d'aquesta època trobades als masos del Forner, la Coma i Cal Gaig.
Històricament, Serrateix està vinculat amb el Monestir de Santa Maria, fundat en el segle X (declarat Bé cultural d'interès nacional el 1999). Aquest cenobi forjà Serrateix com a poble i n'ha esdevingut la seva principal senya d'identitat.
A més del monestir, l'altre edifici singular és Sant Pere de Serrateix. Va ser l'església parroquial de Serrateix durant 900 anys, des del segle ix fins a mitjan segle xviii i des del segle X depenia del Monestir. És un edifici amb una capçalera preromànica (segle ix) i la resta d'època romànica (segle xi). Durant el segle xv s'hi produí una profunda transformació. A principis del segle xx, s'hi instal·là l'Escola i l'Ajuntament, i més tard un forn de pa. La restauració efectuada entre 1991 i 1995 va recuperar la fesomia del segle xi. Actualment és la seu de l'Ajuntament.
Segons consta al Llibre del Sindicat de Remença de 1448, custodiat a l'Arxiu Municipal de Girona, el dimecres 15 de gener de 1449 tingué lloc a la sagrera de la vila una reunió d'homes de remença convocats per a ratificar la proposta d'abolició dels mals usos que els afectaven. La reunió es feu sota llicència del veguer de Manresa Esteve Parets, que actuà de testimoni, i en presència de Jaume Serrolí, notari substitut. Convocats els homes de remença del terme amb repic de campanes i so de viafora hi assistiren Joan de Casadessús, Pere de Casamitjana, Bernat de la Coma, Francesc de Niubó Jussà, Joan de Niubó Sobirà, Pere de Perearnau, Bartomeu de Santpere i Jaume de la Serra.
La majoria dels masos actuals ja existien entre els segles x i xiii. A mitjan segle xiv, a Serrateix hi havia 37 masos. Destaquen els masos de Vilajussana, Sant Just, Santamaria, Les Cots, Cal Savés i Navel.